# Amy Frazier
Amy Frazier (ur. 19 września 1972 w Saint Louis) – amerykańska tenisistka, zwyciężczyni ośmiu turniejów zawodowych w grze pojedynczej, reprezentantka w Pucharze Federacji.

## Kariera tenisowa
Ma za sobą udaną karierę juniorską, szczególnie w rozgrywkach krajowych; w juniorskiej rywalizacji wielkoszlemowej była m.in. półfinalistką singla i debla na Wimbledonie w 1988. W t.r. rozpoczęła występy w gronie tenisistek zawodowych, rok wcześniej debiutowała w seniorskim turnieju wielkoszlemowym (US Open). W 1988 awansowała do czołowej setki rankingu światowego (na pozycję nr 55), odniosła także pierwsze zwycięstwo nad rywalką z czołowej dziesiątki rankingu (Pam Shriver). W lutym 1989 pokonała w finale w Wichita Amerykankę Barbarę Potter, wygrywając swój pierwszy turniej zawodowy.
W 1991 była w IV rundzie (1/8 finału) dwóch turniejów wielkoszlemowych (Australian Open i Wimbledonu). Rok później była ćwierćfinalistką Australian Open i po raz pierwszy wystąpiła w turnieju Masters (dla najlepszych szesnastu zawodniczek). Drugi wielkoszlemowy ćwierćfinał osiągnęła w 1995 (US Open, pokonała m.in. piątą zawodniczkę rankingu Mary Pierce, przegrała z późniejszą zwyciężczynią Steffi Graf). W lutym 1995 została sklasyfikowana na pozycji nr 13 na świecie (najwyższe w karierze). Również w 1995 po raz drugi w karierze startowała w turnieju Masters.
Jest zawodniczką znaną ze stabilnej formy. Od zawodowego debiutu w 1988 nieprzerwanie kończy kolejne sezony w najlepszej setce, jedynie w 1988, 2003 i 2005 poza czołową pięćdziesiątką (najniżej w 2003 – nr 61). Za najszczęśliwsze miasto w jej karierze można uznać Tokio – wygrała tu dwa turnieje (Japan Open), ponadto aż siedmiokrotnie docierała do finałów (Japan Open i Nichirei). Do końca 2005 startowała w 67 turniejach wielkoszlemowych, co stanowi najlepszy wynik wśród obecnie występujących zawodniczek (nie licząc kontynuującej deblową karierę Navrátilovej); grała m.in. w dziewiętnastu z rzędu turniejach US Open.
W listopadzie 2005 wygrała swój ósmy turniej w karierze. W Québecu pokonała w finale Szwedkę Arvidsson; wcześniej wyeliminowała w tym turnieju m.in. Słowaczkę Nagyovą i najwyżej rozstawioną Francuzkę Dechy.
W deblu Amy Frazier wygrała do listopada 2005 pięć turniejów (z czego trzy w Tokio), w dalszych ośmiu dochodziła do finałów (dwukrotnie w Tokio). W marcu 1993 zajmowała w rankingu deblistek miejsce nr 24. W Pucharze Federacji występowała jedynie w 1995; przyczyniła się do zwycięstwa nad Austrią, pokonując w singlu dwie rywalki – Judith Wiesner i Barbarę Schett. Zespół amerykański w tym sezonie dotarł do finału, w którym – już bez udziału Frazier – przegrał 2:3 z Hiszpanią.
Amy Frazier to zawodniczka praworęczna, z oburęcznym bekhendem, grająca tenis ofensywny, z wczesnym atakiem na piłkę. W czasie wieloletniej kariery jej znakiem rozpoznawczym stało się charakterystyczne nakrycie głowy – daszek.

## Historia występów wielkoszlemowych
Legenda
     W, wygrany turniej
     F, przegrana w finale
     SF, przegrana w półfinale
     QF, przegrana w ćwierćfinale
     xR, przegrana w x rundzie
     Qx, przegrana w x rundzie eliminacji
     A, brak startu
     NH, turniej się nie odbył
Turniej Australian Open odbył się dwukrotnie w 1977 roku (styczeń i grudzień), za to nie został rozegrany w 1986.

### Występy w grze pojedynczej
| Australian Open        | NH  | A   | 1R | 3R | 1R | 4R | QF | 1R | 3R | 3R | 1R | 1R | A  | 2R | 1R | 2R | 2R | 2R | 3R | 3R | 1R  | 0 / 18 | 21 – 18 |  |  |  |  |  |  |  |  |  |  |  |  |  |  |
| French Open            | A   | Q2  | 1R | 1R | A  | A  | 2R | A  | 1R | 3R | 1R | 2R | A  | 2R | 1R | 3R | 2R | 1R | 1R | 2R | 1R  | 0 / 15 | 9 – 15  |  |  |  |  |  |  |  |  |  |  |  |  |  |  |
| Wimbledon              | A   | Q2  | 1R | 2R | 3R | 4R | 4R | A  | 1R | 2R | 4R | 2R | 1R | 1R | 3R | 3R | 1R | 2R | 4R | 1R | 3R  | 0 / 18 | 24 – 18 |  |  |  |  |  |  |  |  |  |  |  |  |  |  |
| US Open                | A   | 1R  | 3R | 1R | 1R | 2R | 1R | 2R | 2R | QF | 2R | 1R | 1R | 3R | 1R | 1R | 4R | 3R | 3R | 2R | 1R  | 0 / 20 | 19 – 20 |  |  |  |  |  |  |  |  |  |  |  |  |  |  |
|                        |     |     |    |    |    |    |    |    |    |    |    |    |    |    |    |    |    |    |    |    |     |        |         |  |  |  |  |  |  |  |  |  |  |  |  |  |  |
| Ranking na koniec roku | 352 | 147 | 53 | 33 | 16 | 28 | 19 | 39 | 16 | 18 | 33 | 37 | 42 | 19 | 20 | 48 | 39 | 61 | 26 | 55 | 126 | 0 / 71 | 73 – 71 |  |  |  |  |  |  |  |  |  |  |  |  |  |  |

### Występy w grze podwójnej
| Australian Open        | NH | A   | 1R  | 2R  | 2R | 1R | 1R | 2R | 1R | 1R | 2R | 2R | A  | 1R | 1R | 2R  | 2R  | A   | A   | A   | 2R  | 0 / 15 | 8 – 15  |  |  |  |  |  |  |  |  |  |  |  |  |  |  |
| French Open            | A  | A   | 1R  | 1R  | A  | A  | 1R | A  | 2R | 3R | 2R | 2R | A  | 2R | 1R | 2R  | 1R  | A   | A   | A   | 1R  | 0 / 12 | 7 – 12  |  |  |  |  |  |  |  |  |  |  |  |  |  |  |
| Wimbledon              | A  | A   | 1R  | 1R  | A  | 2R | 1R | A  | 1R | QF | 1R | 3R | 2R | 3R | 3R | 2R  | A   | A   | A   | A   | 1R  | 0 / 13 | 12 – 13 |  |  |  |  |  |  |  |  |  |  |  |  |  |  |
| US Open                | A  | 1R  | 1R  | 1R  | 2R | 2R | 2R | 3R | 1R | 1R | 1R | 3R | QF | 2R | 2R | 2R  | A   | A   | A   | 2R  | 2R  | 0 / 17 | 15 – 17 |  |  |  |  |  |  |  |  |  |  |  |  |  |  |
|                        |    |     |     |     |    |    |    |    |    |    |    |    |    |    |    |     |     |     |     |     |     |        |         |  |  |  |  |  |  |  |  |  |  |  |  |  |  |
| Ranking na koniec roku | –  | 162 | 175 | 117 | 80 | 67 | 46 | 39 | 73 | 51 | 31 | 35 | 75 | 66 | 60 | 112 | 141 | 229 | 306 | 213 | 171 | 0 / 57 | 42 – 57 |  |  |  |  |  |  |  |  |  |  |  |  |  |  |

### Występy w grze mieszanej
| Australian Open | NH | A | A | A | A  | A  | A  | 1R | A | A  | 1R | A  | A | A | A | A | A | A | A | A  | A | 0 / 2  | 0 – 2  |  |  |  |  |  |  |
| French Open     | A  | A | A | A | A  | A  | 2R | A  | A | A  | 3R | A  | A | A | A | A | A | A | A | A  | A | 0 / 2  | 3 – 2  |  |  |  |  |  |  |
| Wimbledon       | A  | A | A | A | A  | 2R | A  | A  | A | A  | A  | 1R | A | A | A | A | A | A | A | 3R | A | 0 / 3  | 3 – 3  |  |  |  |  |  |  |
| US Open         | A  | A | A | A | 1R | 1R | A  | A  | A | 2R | 1R | 1R | A | A | A | A | A | A | A | 1R | A | 0 / 6  | 1 – 6  |  |  |  |  |  |  |
|                 |    |   |   |   |    |    |    |    |   |    |    |    |   |   |   |   |   |   |   |    |   |        |        |  |  |  |  |  |  |
|                 |    |   |   |   |    |    |    |    |   |    |    |    |   |   |   |   |   |   |   |    |   | 0 / 13 | 7 – 13 |  |  |  |  |  |  |

## Finały turniejów WTA
| Legenda                | Legenda |
| ---------------------- | ------- |
| Wielki Szlem           |         |
| Igrzyska olimpijskie   |         |
| WTA Tour Championships |         |
| 1988 – 2008            |         |
| Kategoria I            |         |
| Kategoria II           |         |
| Kategoria III          |         |
| Kategoria IV           |         |
| Kategoria V            |         |

### Gra pojedyncza 15 (8–7)
| Końcowy wynik | Nr | Data                 | Turniej     | Nawierzchnia | Przeciwniczka           | Wynik finału  |
| ------------- | -- | -------------------- | ----------- | ------------ | ----------------------- | ------------- |
| Zwyciężczyni  | 1. | 26 lutego 1989       | Wichita     | Twarda       | Barbara Potter          | 4:6, 6:4, 6:0 |
| Zwyciężczyni  | 2. | 25 lutego 1990       | Oklahoma    | Twarda       | Manon Bollegraf         | 6:4, 6:2      |
| Finalistka    | 1. | 30 września 1990     | Tokio       | Dywanowa     | Mary Joe Fernández      | 6:3, 2:6, 3:6 |
| Zwyciężczyni  | 3. | 24 maja 1992         | Lucerna     | Twarda       | Radka Zrubáková         | 6:4, 4:6, 7:5 |
| Finalistka    | 2. | 10 kwietnia 1994     | Tokio       | Twarda       | Kimiko Date             | 5:7, 0:6      |
| Zwyciężczyni  | 4. | 14 sierpnia 1994     | Los Angeles | Twarda       | Ann Grossman            | 6:1, 6:3      |
| Finalistka    | 3. | 25 września 1994     | Tokio       | Twarda       | Arantxa Sánchez Vicario | 1:6, 2:6      |
| Zwyciężczyni  | 5. | 16 kwietnia 1995     | Tokio       | Twarda       | Kimiko Date             | 7:6, 7:5      |
| Finalistka    | 4. | 21 kwietnia 1996     | Tokio       | Twarda       | Kimiko Date             | 5:7, 4:6      |
| Finalistka    | 5. | 20 kwietnia 1997     | Tokio       | Twarda       | Ai Sugiyama             | 6:4, 4:6, 4:6 |
| Zwyciężczyni  | 6. | 18 kwietnia 1999     | Tokio       | Twarda       | Ai Sugiyama             | 6:2, 6:2      |
| Finalistka    | 6. | 15 października 2000 | Tokio       | Twarda       | Julie Halard-Decugis    | 7:5, 5:7, 4:6 |
| Finalistka    | 7. | 10 stycznia 2003     | Hobart      | Twarda       | Alicia Molik            | 2:6, 6:4, 4:6 |
| Zwyciężczyni  | 7. | 16 stycznia 2004     | Hobart      | Twarda       | Shinobu Asagoe          | 6:3, 6:3      |
| Zwyciężczyni  | 8. | 6 listopada 2005     | Québec      | Dywanowa     | Sofia Arvidsson         | 6:1, 7:5      |

### Gra podwójna 11 (4–7)
| Końcowy wynik | Nr | Data                 | Turniej     | Nawierzchnia    | Partnerka        | Przeciwniczki                          | Wynik finału  |
| ------------- | -- | -------------------- | ----------- | --------------- | ---------------- | -------------------------------------- | ------------- |
| Finalistka    | 1. | 28 października 1990 | Dorado      | Twarda          | Julie Richardson | Elena Brioukhovets Natalija Medwediewa | 4:6, 2:6      |
| Zwyciężczyni  | 1. | 14 kwietnia 1991     | Tokio       | Twarda          | Maya Kidowaki    | Yone Kamio Akiko Kijimuta              | 6:2, 6:4      |
| Zwyciężczyni  | 2. | 12 kwietnia 1992     | Tokio       | Twarda          | Rika Hiraki      | Kimiko Date Stephanie Rehe             | 5:7, 7:6, 6:0 |
| Zwyciężczyni  | 3. | 24 maja 1992         | Lucerna     | Ceglana         | Elna Reinach     | Karina Habšudová Marianne Werdel       | 7:5, 6:2      |
| Finalistka    | 2. | 14 lutego 1993       | Chicago     | Dywanowa (hala) | Kimberly Po      | Katrina Adams Zina Garrison-Jackson    | 6:7, 3:6      |
| Finalistka    | 3. | 21 kwietnia 1996     | Tokio       | Twarda          | Kimberly Po      | Kimiko Date Ai Sugiyama                | 6:7, 7:6, 3:6 |
| Finalistka    | 4. | 18 sierpnia 1996     | Los Angeles | Twarda          | Kimberly Po      | Lindsay Davenport Natalla Zwierawa     | 1:6, 4:6      |
| Finalistka    | 5. | 27 października 1996 | Québec      | Dywanowa        | Kimberly Po      | Debbie Graham Brenda Schultz-McCarthy  | 1:6, 4:6      |
| Finalistka    | 6. | 3 sierpnia 1997      | San Diego   | Twarda          | Kimberly Po      | Martina Hingis Arantxa Sánchez Vicario | 3:6, 5:7      |
| Zwyciężczyni  | 4. | 7 listopada 1999     | Québec      | Dywanowa        | Katie Schlukebir | Cara Black Debbie Graham               | 6:2, 6:3      |
| Finalistka    | 7. | 30 lipca 2000        | Stanford    | Twarda          | Cara Black       | Chanda Rubin Sandrine Testud           | 4:6, 4:6      |